# Marieta-Larrínzar
Marieta-Larrínzar (en euskera y oficialmente Marieta-Larrintzar)es un concejo que forma parte del municipio de Barrundia y que está formado por la unión de las localidades de Marieta y Larrínzar. Está situado en la provincia de Álava en el País Vasco (España).

## Toponimia
Aparece en la documentación antigua con distintas denominaciones: Larrinzahar (1262), Larrinçar (1410), Larrinçahar (1467), Larrinçar (1551), Larrainzar (s. XVIII), Larrinzar (1802 y 1847). Marieta es un compuesto del antropónimo femenino María y el sufijo -eta (lugar de). En origen querría decir el lugar de María. Marieta aparece mencionada por primera vez como Mariaeta en la reja de San Millán de 1025 y en 1257 aparece ya con la denominación actual. En cuanto a Larrinzar, el término es un compuesto claro de larrin, variante de larrain (era de trillar) y zar o zahar (vieja). 

### Gentilicio
Los habitantes de Marieta son conocidos como marineros.

## Geografía física y Naturaleza
El concejo Marieta-Larrínzar se ubica a una altitud de 566 m, en la ladera del pico Albiturri en las estribaciones de la sierra de Arlaban y en el camino que iba desde Barrundia hacia el valle de Gamboa, cubierto por el embalse del Zadorra.

### Geología
La localidad se encuentra sobre terrenos formados por micritas arcillosas, calizas arenosas y arcillas. Cerca hay terrenos formados por arcillas.

### Ubicación
|                            | Norte: Sierra de Elguea |              |
| Oeste: Nanclares de Gamboa |                         | Este: Ozaeta |
|                            | Sur: Garayo             |              |

## Historia

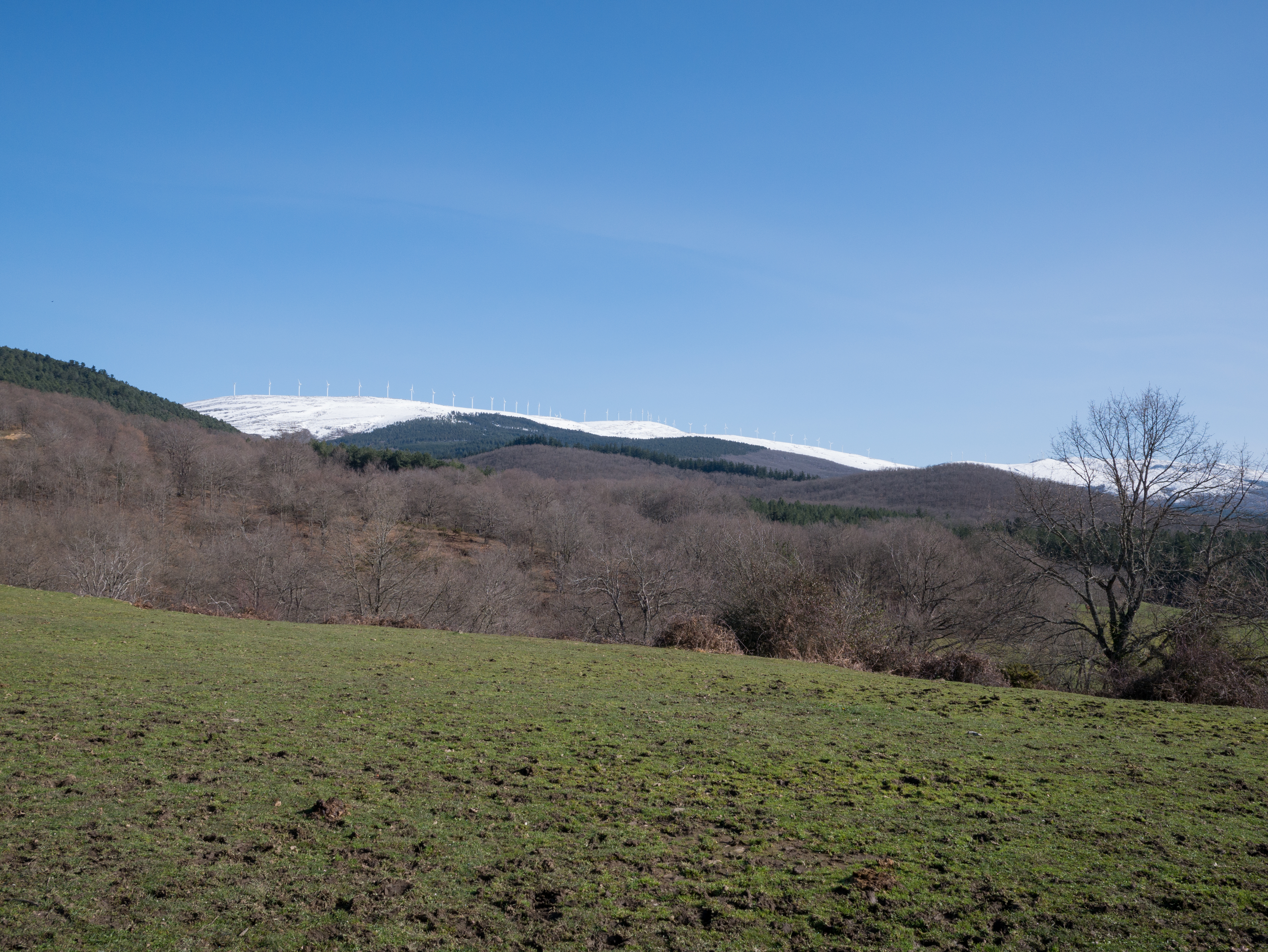
Sierra de Elguea desde Marieta

Hasta 1956, Marieta perteneció al municipio de Gamboa. Cuando este desapareció, Marieta fue integrada junto con Larrínzar en un único concejo en Barrundia.

## Demografía
| Gráfica de evolución demográfica de Marieta-Larrínzar entre 1631 y 2017                                                                           |
| |
| Población del padrón continuo por unidad poblacional según el INE. Población según la Enciclopedia Auñamendi. Población según el Censo de la Sal. |

## Política
Marieta-Larrínzar no tiene ayuntamiento propio, ya que pertenece al municipio de Barrundia. Sin embargo, posee su propia junta administrativa que está formada por tres miembros. Desde 2017, su presidente es Prudencio Otaduy Zubia.
| Cargo      | Miembro                           | Votos |
| ---------- | --------------------------------- | ----- |
| Presidente | Prudencio Otaduy Zubia            | 30    |
| Vocal      | Íñigo Guridi Ruiz de Gauna        | 8     |
| Vocal      | Bernardo Francisco Rosado Aldeano | 3     |

### Elecciones anteriores
| Año        | Cargo                                   | Candidato | Votos |
| ---------- | --------------------------------------- | --------- | ----- |
| 2013       |                                         |           |       |
| Presidente | Roberto Torres González                 | 21        |       |
| Vocal      | María Isabel Martínez de Zuazo Iglesias | 8         |       |
| Vocal      | Antonino Urcelay Azcoitia               | 3         |       |
| 2009       |                                         |           |       |
| Presidente | Roberto Torres González                 | 21        |       |
| Vocal      | Elvira Gorospe Sáez de Cámara           | 18        |       |
| Vocal      | María Pilar Zabala Acha                 | 10        |       |
| 2005       |                                         |           |       |
| Presidenta | Araceli Urcelay Azcoitia                | 27        |       |
| Vocal      | Felicitas Iglesias Deza                 | 14        |       |
| Vocal      | María Ángeles Urcelay Azcoitia          | 5         |       |
| 2001       |                                         |           |       |
| Presidenta | Felicitas Iglesias Deza                 | 35        |       |
| Vocal      | María Ángeles Urcelay Azcoitia          | 18        |       |
| Vocal      | Roberto Torres González                 | 11        |       |

## Cultura

### Patrimonio material
Aunque Marieta forma junto con Larrintzar un único concejo de Barrundia, se señalan aquí por separado los elementos del patrimonio cultural de ambas poblaciones. 

#### Marieta
- La Iglesia de la Invención de la Santa Cruz, del siglo XVIII, sustituyó a la antigua iglesia de 1500 que estaba situada en un collado en el camino hacía Gamboa y se derrumbó en 1727. Tiene planta de cruz latina con cabecera de tres tramos. El retablo mayor, de estilo rococó, fue erigido en 1767. Su sagrario es romanista, de finales del siglo XVI. Los retablos laterales son de la misma época y factura que el principal. La pila bautismal, del siglo XV, está decorada con arquillos, molduras y lises estilizadas.[20][10][21]

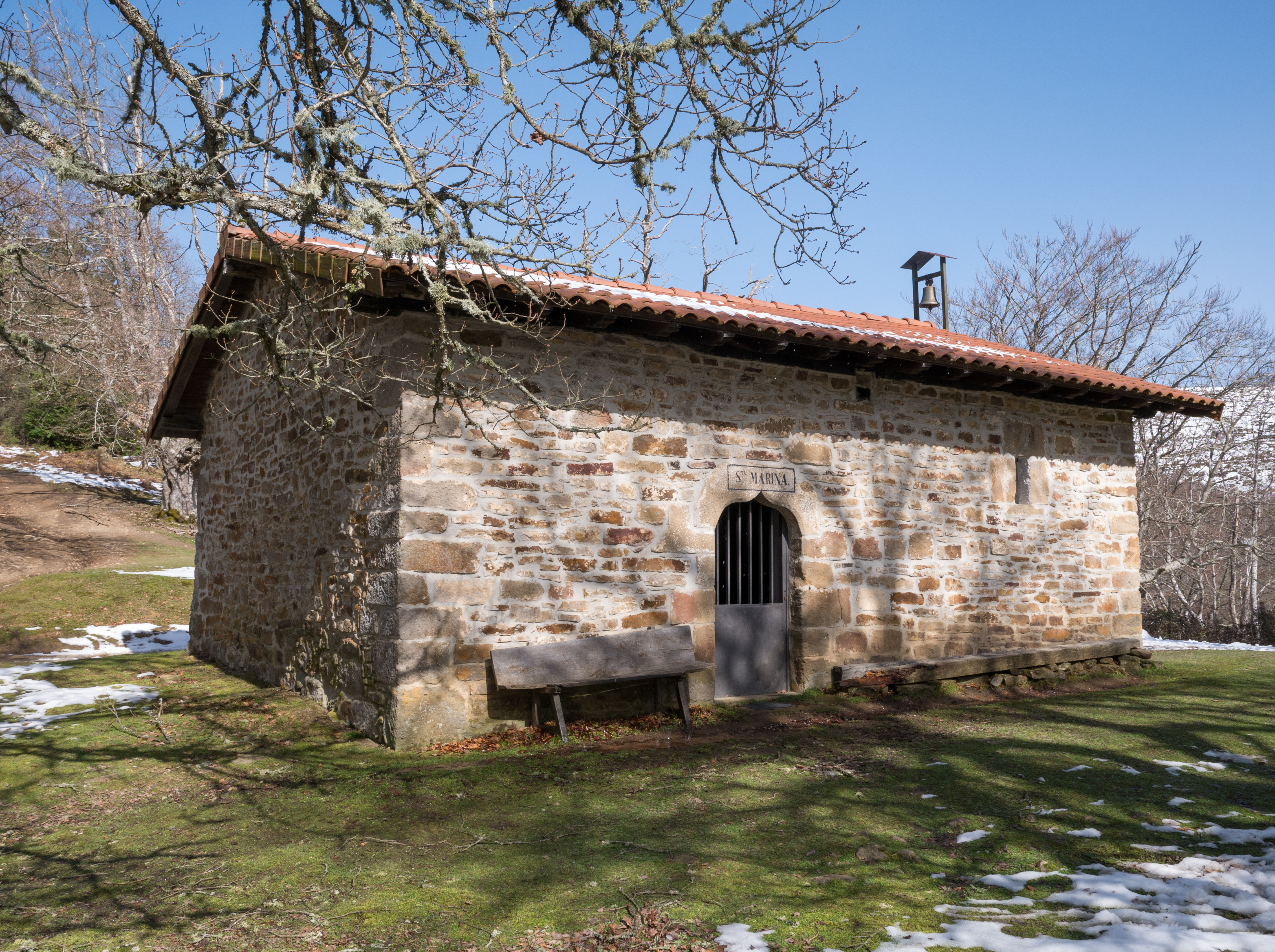
Ermita de Santa Marina

- Ermita de Santa Marina, del siglo XV, está situada en el monte (800 m de altitud) al nordeste  de Marieta, en los pasos hacia el valle de Léniz. Es una construcción rural de pequeñas dimensiones muy remodelada en los siglos posteriores.[20][22]
- Fuente-abrevadero de la Plaza. Posiblemente de mediados del siglo XVIII.[23]

#### Larrínzar
- La Iglesia de San Juan Bautista presenta planta rectangular, cabecera recta y nave de dos tramos. El presbiterio esta cerrado con bóveda nervada en diagonal. Esta parte del templo se fecharía en el siglo XV mientras que el resto se correspondería con el XVIII.[24][25]
- Casa-Torre Larrintzar-Lazarraga. Rodeada de un palacio de planta cuadrada con tejado a cuatro aguas y rematado por una cruz de forja. La torre, de unos nueve metros de altura, disponía de dos puertas de acceso en el lado sur. Una de las puertas era de arco apuntado, con grandes dovelas.[26]

### Patrimonio inmaterial

#### Festividades
- El 20 de julio, víspera de la festividad de Santa Marina, se realiza una romería hasta su ermita. En ella se lleva la imagen de Santa Marina desde la iglesia hasta la ermita. Se celebra desde el año 1651.[27]
- El 14 de septiembre (Exaltación de la Santa Cruz) se celebran las fiestas mayores de Marieta-Larrintzar.[28]